# Saurauia amoena
Saurauia amoena är en tvåhjärtbladig växtart som beskrevs av Otto Stapf. Saurauia amoena ingår i släktet Saurauia och familjen Actinidiaceae. Inga underarter finns listade i Catalogue of Life.